# Sebastian Skube
Sebastian Skube, slovenski rokometaš, * 3. april 1987, Novo mesto. 

## Igralna kariera

### Klub

#### Trimo Trebnje
Med letoma 2005 in 2010 je igral za trebanjski RK Trimo Trebnje. V sezoni 2006-07 je prvič nastopal na mednarodnih tekmah, ko so igrali v pokalu EHF. Tam je Skube na štirih srečanjih dosegel 14 zadetkov. Naslednji dve sezoni so poleg tekem slovenskega prvenstva igrali tudi v pokalu pokalnih zmagovalcev. Leta 2009 so se v slovenskem prvenstvu uvrstili na tretje mesto in posledično v naslednji sezoni, 2009-10, igrali v pokalu EHF. Tam je Skube na štirih tekmah dosegel 18 golov.

#### Cimos Koper
Leta 2010 se je preselil v Koper, igrat za tamkajšnji RK Cimos Koper kot se je takrat ta klub imenoval. Tam je v prvi sezoni pripomogel k uvrstitvi na prvo mesto v slovenskem prvenstvu, kar je bil za Koprčane zgodovinski prvi državni naslov. Poleg tega so tekmovali tudi na mednarodnem prizorišču, bili so udeleženci pokala Challenge. Tam je Skube na desetih tekmah dosegel 37 zadetkov. Prišli pa so vse do finala in tam slavili proti portugalski Benfici ter se veselili osvojitve pokala. Sebastian je bil takrat med boljšimi igralci svojega kluba, ponašal se je z osem zadetki v dveh finalnih srečanjih. 
V sezoni 2011-12 so kot slovenski prvaki prvič igrali na najmočnejšem evropskem klubskem tekmovanju, ligi prvakov. Tam so prišli vse do četrtfinala, kar je bil za ta klub zelo lep uspeh. Skube sam pa je v tej ligi na trinajstih tekmah dosegel 42 golov. Največ zadetkov na posamezni tekmi mu je uspelo zabiti 16. novembra na gostovanju pri ruskemu St. Petersburgu, ko je ob zmagi s 35 proti 26 prispeval devet golov.

#### Celje
Dobre igre so mu pripeljale ponudbo najuspešnejšega slovenskega kluba, RK Celje Pivovarne Laško, ki jo je leta 2012 sprejel in tam ostal naslednji dve sezoni. V prvi, 2012-13, so bili slovenski podprvaki. Nastopali pa so tudi v ligi prvakov, in tam se uvrstili med šestnajst najboljših evropskih klubov. Skube je v ligi prvakov nastopil na dvanajstih tekmah in dosegel 36 zadetkov.
V sezoni 2013-14 je s Celjani osvojil naslov slovenskih prvakov, že njihov osemnajsti in prvi po zadnjih treh letih brez naslova. Poleg tega pa je v ligi prvakov dosegel trideset zadetkov pri njihovi ponovni uvrstitvi med šestnajst najboljših klubov.

#### Silkeborg
Po dolgem igranju za slovenske klube je pri svojih 27. letih odšel v tujino. Preselil se je na Dansko igrat za njihov Silkeborg. 
V sezoni 2015-16 je nastopal v pokalu EHF in tam na desetih tekmah zabil 38 golov.
Leta 2016 je s Silkeborgom postal danski državni prvak. Posledično v sezoni 2016-17 ponovno nastopa v ligi prvakov. 

### Reprezentanca
Za reprezentanco Slovenije je prvič nastopil 3. decembra 2007 na prijateljski tekmi proti Švici. Igral je tudi na EP 2012, ko so zasedli dobro šesto mesto.
V postavi selekcije je bil na dveh zaporednih svetovnih prvenstvih. Najprej na SP 2013, ko so s četrtim mestom dosegli dotedanji najboljši rezultat. Zatem pa še na SP 2015, ko so bili uvrščeni na osmo mesto. 
Januarja leta 2016 je igral na EP 2016, ko so zasedli 14. mesto.